# Julie Walters
Dama Julie Mary Walters, CBE (Smethwick, West Midlands, 22 de Fevereiro de 1950) é uma atriz britânica. Ao longo de sua carreira ela recebeu diversos prêmios, entre eles seis BAFTAs, dois Emmys Internacionais e um Globo de Ouro, além de ter sido indicada duas vezes ao Oscar.
Ela ganhou destaque ao interpretar o personagem-título em O Despertar de Rita (1983), um papel que a levou ao estrelato no West End. Seus créditos cinematográficos incluem Serviços Íntimos (1987), O Despertar do Sucesso (1991), Entre Elas... (1994), Billy Elliot (2000), Garotas do Calendário (2003), A Conquista da Liberdade (2005), Lições de condução (2006), Amor e Inocência (2007), Mamma Mia! (2008) e sua sequencia de 2018, Valente (2012), As Aventuras de Paddington (2014), Brooklyn (2015), As Estrelas Não Morrem em Liverpool (2017) e O Retorno de Mary Poppins (2018). Além disso, Walters ficou conhecida por interpretar Molly Weasley na série de filmes Harry Potter (2001–2011). No teatro, ela foi premiada com o  prêmio Laurence Olivier de melhor atriz por sua atuação em All My Sons de 2001.
Na televisão, Walters colaborou extensivamente com Victoria Wood, aparecendo juntas em programas como Wood e Walters (1981), Victoria Wood As Seen on TV (1985–1987), Pat e Margaret (1994) e Dinnerladies (1998–2000). Ela é uma das atrizes mais premiadas do BAFTA TV Award, tendo vencido quatro vezes como melhor atriz porMy Beautiful Son (2001), Murder (2002), The Canterbury Tales (2003) e Mo (2010). Walters e Helen Mirren são as únicas atrizes a ganharem o prêmio três vezes consecutivas. Ela também recebeu um Emmy Internacional de melhor atriz por seu papel em Escolha de vida (2009). Em reconhecimento aos seus serviços ao teatro, Walters foi nomeada Dama Comandante da Ordem do Império Britânico (DBE) em 2017.

## Biografia
Julie Walters já foi agraciada com a Ordem do Império Britânico. Até a década de 1990, sua carreira estava mais restrita ao cinema e à televisão da Inglaterra, mas já havia concorrido ao Oscar em 1983 por sua atuação no filme Educating Rita, que marcou sua estreia no cinema.
Em 2001, recebeu nova indicação, na categoria de melhor atriz coadjuvante, pela sua atuação no filme Billy Elliot. Ganhou também o prêmio BAFTA de melhor atriz coadjuvante em cinema.
Ela também é conhecida por sua atuação nos filmes da série Harry Potter no papel da mãe de Rony Weasley, Molly Weasley.

## Filmografia
| Ano(s)    | Título                                        | Papel                            | Notas                            |
| --------- | --------------------------------------------- | -------------------------------- | -------------------------------- |
| 1975      | Second City Firsts                            |                                  | TV: 1 episódio                   |
| 1977      | The Liver Birds                               | Menina na cirurgia               | TV: 1 episódio                   |
| 1978      | Me—I'm Afraid of Virginia Woolf               | Mulher na sala de espera         | Telefilme                        |
| 1978/1982 | Play for Today                                | Debbie/Valerie                   | TV: 2 episódios                  |
| 1979      | Empire Road                                   | Jean Watson                      | TV: 2 episódios                  |
| 1979      | Talent                                        | Julie Stephens                   | TV                               |
| 1979-1981 | Screenplay                                    | Frances/Julie                    | TV: 3 episódios                  |
| 1980      | Nearly A Happy Ending                         | Julie Stephens                   | Telefilme                        |
| 1981      | Wood and Walters                              | Vários personagens               | TV                               |
| 1981      | Happy Since I Met You                         | Francesa                         | Telefilme                        |
| 1981      | BBC2 Playhouse                                | Mrs Morgan                       | TV: 1 episódio                   |
| 1982      | Boys from the Blackstuff                      | Angie Todd                       | TV: 1 episódio                   |
| 1982      | Objects of Affection                          | June Potter                      | TV: 1 episódio                   |
| 1983      | Educating Rita                                | Susan "Rita" White               |                                  |
| 1984      | Love and Marriage                             | Bonnie                           | TV: 1 episódio                   |
| 1985      | She'll Be Wearing Pink Pyjamas                | Fran                             |                                  |
| 1985      | Dreamchild                                    | Dormouse                         | Voz                              |
| 1985      | The Secret Diary of Adrian Mole, Aged 13¾     | Pauline Mole                     | TV: 5 episódios                  |
| 1985      | Car Trouble                                   | Jacqueline Spong                 |                                  |
| 1985-1986 | Victoria Wood As Seen on TV                   | various characters               | TV: 13 episódios                 |
| 1987      | Personal Services                             | Christina Painter                |                                  |
| 1987      | Prick Up Your Ears                            | Elsie Orton                      |                                  |
| 1987      | Theatre Night                                 | Lulu                             | TV: 1 episódio                   |
| 1986-1987 | Acorn Antiques                                | Mrs. Overall                     | TV: 6 episódios                  |
| 1988      | Talking Heads                                 | Lesley                           | TV: 1 episódio: "Her Big Chance" |
| 1988      | Buster                                        | June Edwards                     |                                  |
| 1988      | Mack the Knife                                | Mrs Peachum                      |                                  |
| 1989      | Victoria Wood                                 | Vários personagens               | TV: 3 episódios                  |
| 1990      | Killing Dad or How to Love Your Mother        | Judith                           |                                  |
| 1991      | Julie Walters and Friends                     | Ela mesma/Vários personagens     | TV                               |
| 1991      | G.B.H.                                        | Mrs Murray                       | TV: 7 episódios                  |
| 1991      | Stepping Out                                  | Vera                             |                                  |
| 1992      | Just Like a Woman                             | Monica                           |                                  |
| 1992      | Victoria Wood's All Day Breakfast             | Vários personagens               | TV                               |
| 1985/1993 | Screen Two                                    | Mavis / Monica                   | TV: 2 episódio                   |
| 1993      | Screen One: Wide-Eyed and Legless             | Diana Longden                    | TV: 1 episódio                   |
| 1994      | Bambino Mio                                   | Alice                            | Telefilme                        |
| 1994      | Sister My Sister                              | Madame Danzard                   |                                  |
| 1994      | Pat and Margaret                              | Pat                              | TV                               |
| 1994      | Requiem Apache                                | Mrs Capstan                      | Telefilme                        |
| 1995      | Jake's Progress                               | Julie Diadoni                    | TV: 6 episódios                  |
| 1995      | Little Red Riding Hood                        | Little Red Riding Hood / Grandma |                                  |
| 1996      | Intimate Relations                            | Marjorie Beasley                 |                                  |
| 1996      | Brazen Hussies                                | Maureen Hardcastle               | Telefilme                        |
| 1997      | Bathtime                                      | Miss Gideon                      |                                  |
| 1997      | Melissa                                       | Paula Hepburn                    | TV: 5 episódios                  |
| 1998      | Jack and the Beanstalk                        | Fairy Godmother                  | Telefilme                        |
| 1998      | Girls' Night                                  | Jackie Simpson                   |                                  |
| 1998      | Titanic Town                                  | Bernie McPhelimy                 |                                  |
| 1998      | Talking Heads 2                               | Marjory                          | TV: 1 episódio                   |
| 1998-2000 | Dinnerladies                                  | Petula                           | TV: 9 episódio                   |
| 1999      | Oliver Twist                                  | Mrs Mann                         | TV: 4 episódios                  |
| 2000      | Billy Elliot                                  | Mrs Wilkinson                    |                                  |
| 2000      | All Forgotten                                 | Princess Zasyekin                |                                  |
| 2001      | My Beautiful Son                              | Sheila Fitzpatrick               | TV                               |
| 2001      | Harry Potter and the Philosopher's Stone      | Molly Weasley                    |                                  |
| 2002      | Murder                                        | Angela Maurer                    | TV: 4 episódios                  |
| 2002      | Harry Potter and the Chamber of Secrets       | Molly Weasley                    |                                  |
| 2002      | Before You Go                                 | Theresa                          |                                  |
| 2003      | Calendar Girls                                | Annie                            |                                  |
| 2003      | The Return                                    | Lizzie Hunt                      | TV                               |
| 2003      | The Canterbury Tales: The Wife of Bath        | Beth                             | TV                               |
| 2004      | Harry Potter and the Prisoner of Azkaban      | Molly Weasley                    |                                  |
| 2004      | Mickybo and Me                                | Mickybo's Ma                     |                                  |
| 2005      | Wah-Wah                                       | Gwen Traherne                    |                                  |
| 2005      | Ahead of the Class                            | Marie Stubbs                     | TV                               |
| 2006      | Driving Lessons                               | Evie Walton                      |                                  |
| 2006      | The Ruby in the Smoke                         | Mrs Holland                      | TV                               |
| 2007      | Harry Potter and the Order of the Phoenix     | Molly Weasley                    |                                  |
| 2007      | Becoming Jane                                 | Mrs Austen                       |                                  |
| 2008      | Mamma Mia!                                    | Rosie                            |                                  |
| 2008      | Filth: The Mary Whitehouse Story              | Mary Whitehouse                  | TV                               |
| 2009      | Harry Potter e o Enigma do Príncipe           | Molly Weasley                    |                                  |
| 2009      | A Short Stay in Switzerland                   | Dr Anne Turner                   | Telefilme                        |
| 2009      | Victoria Wood's Mid Life Christmas            | Bo Beaumont/Mrs. Overall         | TV                               |
| 2010      | Harry Potter and the Deathly Hallows – Part 1 | Molly Weasley                    |                                  |
| 2010      | Mo                                            | Mo Mowlam                        | Telefilme                        |
| 2011      | Gnomeo and Juliet                             | Miss Montague                    | Voz                              |
| 2011      | Harry Potter and the Deathly Hallows – Part 2 | Molly Weasley                    |                                  |
| 2011      | The Jury                                      | Emma Watts                       | TV                               |
| 2012      | Brave                                         | Witch                            | Voz                              |
| 2012      | Henry IV, Parts I e II, e Henry V             | Mistress Quickly                 | Telefilmes                       |
| 2012      | Thread of Evidence                            | Betty Beesom                     |                                  |
| 2013      | Effie                                         | Margaret Cox Ruskin              |                                  |
| 2013      | Justin and the Knights of Valour              | Gran                             | Voz                              |
| 2013      | One Chance                                    | Yvonne Potts                     |                                  |
| 2013      | The Harry Hill Movie                          | Harry's Nan                      |                                  |
| 2014      | Paddington                                    | Mrs. Bird                        |                                  |
| 2015      | Indian Summers                                | Cynthia Coffin                   | TV: 10 episódios                 |
| 2015      | Brooklyn                                      | Mrs. Kehoe                       |                                  |
| 2016      | National Treasure                             | Marie Finchley                   | TV                               |
| 2017      | Our Friend Victoria                           | Ela mesma / vários personagens   | Série de documentários           |
| 2017      | Film Stars Don't Die in Liverpool             | Bella Turner                     |                                  |
| 2017      | Paddington 2                                  | Mrs Bird                         |                                  |
| 2017      | Coastal Railways with Julie Walters           | Ela mesma / apresentadora        | Série de documentários           |
| 2018      | Sherlock Gnomes                               | Miss Montague (voz)              |                                  |
| 2018      | Mamma Mia! Here We Go Again                   | Rosie                            |                                  |
| 2018      | Mary Poppins Returns                          | Ellen                            | Pós-produção                     |
| 2019      | Wild Rose                                     | Marion                           |                                  |
| 2020      | The Secret Garden                             | Sra. Medlock                     |                                  |
| 2024      | Paddington in Peru                            | Sra. Bird                        |                                  |

## Prêmios

### Oscar
| Ano  | Categoria                           | Filme               | Resultado |
| ---- | ----------------------------------- | ------------------- | --------- |
| 2001 | Melhor Atriz Coadjuvante/Secundária | Billy Elliot        | Indicado  |
| 1984 | Melhor Atriz                        | O Despertar de Rita | Indicado  |

### Emmy Internacional
| Ano  | Categoria                  | Filme                       | Resultado |
| ---- | -------------------------- | --------------------------- | --------- |
| 2009 | Melhor Atriz Internacional | A Short Stay in Switzerland | Venceu    |
| 2011 | Melhor Atriz               | Mo                          | Venceu    |

### BAFTA
| Ano  | Categoria                           | Filme                       | Resultado |
| ---- | ----------------------------------- | --------------------------- | --------- |
| 2010 | Melhor Atriz em televisão           | Mo                          | Venceu    |
| 2010 | Melhor Atriz em televisão           | A Short Stay in Switzerland | Indicado  |
| 2004 | Melhor Atriz em televisão           | The Centerbury Tales        | Venceu    |
| 2003 | Melhor Atriz em televisão           | Murder                      | Venceu    |
| 2002 | Melhor Atriz em televisão           | My Beautiful Son            | Venceu    |
| 2000 | Melhor Atriz Coadjuvante/Secundária | Billy Elliot                | Venceu    |
| 1994 | Melhor Atriz em televisão           | Wide-Eyed and Legless       | Indicado  |
| 1991 | Melhor Atriz Coadjuvante/Secundária | O Despertar do Sucesso      | Indicado  |
| 1991 | Melhor Atriz                        | O Despertar de Rita         | Venceu    |
| 1987 | Melhor Atriz                        | Serviços Íntimos            | Indicado  |
| 1983 | Melhor Atriz em televisão           | Boys from the Blackstuff    | Indicado  |

### Globo de Ouro
| Ano  | Categoria                           | Filme               | Resultado |
| ---- | ----------------------------------- | ------------------- | --------- |
| 2001 | Melhor Atriz Coadjuvante/Secundária | Billy Elliot        | Indicado  |
| 1984 | Melhor Atriz (Comédia ou Musical)   | O Despertar de Rita | Venceu    |

### Prémios Screen Actors Guild
| Ano  | Categoria                           | Filme        | Resultado |
| ---- | ----------------------------------- | ------------ | --------- |
| 2001 | Melhor Atriz Coadjuvante/Secundária | Billy Elliot | Indicado  |
| 2001 | Melhor Elenco                       | Billy Elliot | Indicado  |